# Cratere Goeppert-Mayer
Goeppert-Mayer è un cratere sulla superficie di Venere. Deve il suo nome alla fisica tedesca Maria Goeppert-Mayer.
Ha un diametro di 35 chilometri e si trova sopra una scarpata ai margini di una cintura di creste nella Terra di Ishtar meridionale. A ovest del cratere la scarpata ha un rilievo di oltre un chilometro.